# Rouget de Lisle

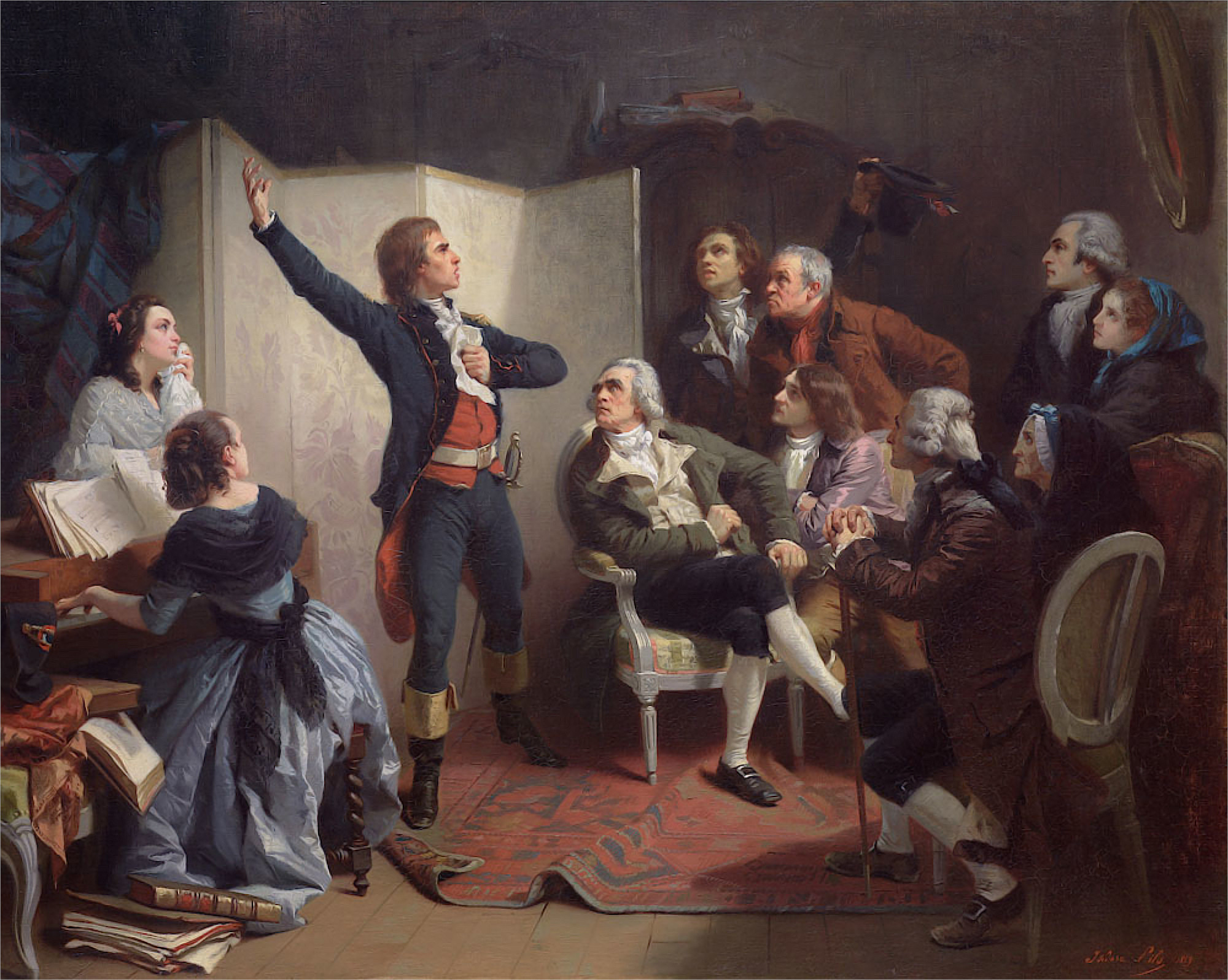
Rouget de Lisle cântând La Marseillaise.

Claude Joseph Rouget de Lisle (n. 10 mai 1760, Lons-le-Saunier - d. 26 iunie 1836, Choisy-le-Roi), cunoscut mai ales ca Rouget de Lisle, a fost un ofițer genist francez, poet și dramaturg. Este cunoscut îndeosebi ca fiind autorul imnului național al Franței, La Marseillaise (muzica și versurile). A mai compus și alte imnuri, mai puțin cunoscute, ca L'Hymne Dithyrambique sur la conjuration de Robespierre et la Révolution du 9 Thermidor (1794) și Vive Le Roi! (1814).

## Biografie
Claude Joseph Rouget de Lisle s-a născut la 10 mai 1760 în Lons-le-Saunier, Franța. Era primul născut al avocatului Claude Ignace Rouget, mama sa fiind Jeanne Madeleine Gaillande.
După ce a urmat L'École royale du génie de Mézières (Școala militară de geniu din Mézières), a fost repartizat ca ofițer al armatei regale în diferite garnizoane, printre care și cea de la Mont-Dauphin, unde se spune că și-ar fi exersat „talentele de Don Juan”. A avansat în cariera militară până la gradul de căpitan.
În timpul Revoluției franceze a fost mutat la garnizoana din Strasbourg, cu începere de la 1 mai 1791. Aici l-a cunoscut pe primarul orașului, Philippe-Frédéric de Dietrich (se pare că în cadrul unei loji masonice). La cererea acestuia a compus mai multe cântece patriotice, printre care l'Hymne à la Liberté pour la fête de la Constitution („Imnul de libertate pentru Sărbătoarea Constituției”), imn cântat la sărbătoarea respectivă, care a avut loc la Strasbourg pe 25 septembrie 1791. Tot la Strasbourg a compus Chant de guerre pour l'armée du Rhin („Cântecul de război al armatei de pe Rin”), pe care l-a cântat pentru prima oară la 25 / 26 aprilie 1792, în cadrul unui banchet dat de primarul Philippe-Frédéric de Dietrich în onoarea voluntarilor „armatei de pe Rin” care se mobilizaseră după declararea războiului cu Austria. Acest cântec va deveni mai târziu, la 14 iulie 1795, imnul național al Franței, cunoscut sub numele La Marseillaise.
La 13 iunie 1792 Rouget de Lisle a fost transferat de la Strasbourg la fortăreața Huningue. Aici a primit vestea că a fost destituit din funcție, de către Lazare Carnot, pentru că protestase împotriva arestării regelui Ludovic al XVI-lea în urma insurecției de la 10 august. Deoarece își manifestase fățiș simpatiile promonarhiste, a fost întemnițat în timpul terorii iacobine, dar a scăpat de ghilotinare. În 1795 a fost înrolat din nou în armata revoluționară fiind trimis la Brest sub comanda generalului Hoche. A luat parte la luptele împotriva insurgenților contrarevoluționari (șuani) din Bretania.
A demisionat din armată în 1796, revenind la  Lons-le-Saunier, unde a trăit în condiții modeste. S-a manifestat ostil față de instaurarea imperiului, îndrăznind să-i scrie lui Napoleon: Bonaparte, vous vous perdez, et ce qu'il y a de pire, vous perdez la France avec vous! („Bonaparte, vei pierde și, ceea ce este mai rău, va pierde și Franța odată cu tine!”).
Rouget de Lisle a mai scris alte câteva piese muzicale de aceeași natură cu La Marseillaise. În 1825 el a publicat Chants français („Cântece franceze”), în care a pus pe muzică cincizeci de poezii ale unor diverși autori. A mai publicat Essais en vers et en prose („Eseuri în versuri și în proză”), o povestire intitulată Adelaide et Monville și câteva poeme ocazionale. În timpul Restaurației a compus un imn regal, intitulat Vive le Roi! („Trăiască Regele!”), dar acesta nu a fost pe placul regelui Ludovic al XVIII-lea. 
Spre sfârșitul vieții, Rouget de Lisle se afla într-o situație materială precară, fiind nevoit să vândă chiar și ceea ce moștenise de la tatăl său. Sub regimul Monarhiei din Iulie regele Ludovic-Filip i-a acordat însă o pensie viageră..
Rouget de Lisle a murit la 26 iunie 1836, în vârstă de 76 de ani, la Choisy-le-Roi, unde a și fost înhumat. La 14 iulie 1915 rămășițele sale au fost transferate la Hôtel des Invalides.

## La Marseillaise
Rouget de Lisle a compus textul și muzica imnului La Marseillaise, la Strasbourg, în noaptea de 25 / 26 aprilie 1792, imediat după declararea războiului cu Austria. Titlul inițial era Chant de guerre pour l'armée du Rhin („Cântecul de război al armatei de pe Rin”). La 30 iulie 1792, melodia a fost cântată de voluntarii republicani din Marsilia, la intrarea lor în Paris, de aici provenind numele La Marseillaise. Mai târziu, la 14 iulie 1795, La Marseillaise a devenit în mod oficial imnul național al Franței.